# Economia Sudanului
Sudanul este un important exportator de petrol și produse petroliere, bumbac, susan, alune de pământ, gumă arabică și zahăr.
Principalii parteneri comerciali sunt Arabia Saudită, China, Emiratele Arabe Unite, Egipt, Germania, India, Australia și Marea Britanie (țări în care ajunge peste 50% din marfa exportată).